# Sokol'niki (metropolitana di Mosca)
Sokol'niki, (in russo Соко́льники? ), è una stazione della Metropolitana di Mosca, appartenente alla Linea Sokol'ničeskaja. È situata sotto la strada Rusakovskaya, adiacente alla piazza Sokolnicheskaya ed era parte della prima linea della metropolitana. La stazione prende il suo nome dal vicino parco della cultura e del divertimento "Sokolniki".
Il tratto nord-orientale della linea, incluso Sokol'niki, fu costruito utilizzando il metodo scava e copri. I tunnel da Krasnosel'skaja a Sokol'niki furono in costruzione sin dall'estate del 1933, ma i lavori sulla stazione Sokol'niki iniziarono nel marzo 1934. La struttura della stazione fu completata in soli cinque mesi, e Sokol'niki aprì insieme al resto della linea il 15 maggio 1935. Il primo test effettuato sulla metropolitana nel 1934 avvenne proprio tra questa stazione e Komsomol'skaja. La stazione fu progettata dagli architetti Ivan Taranov e Nadezhda Bykova e presenta mura e pilastri ricoperti da marmo grigio-blu Ufaley. Uno dei modelli della fermata fu premiato al Grand Prix all'Esposizione Universale del 1937 a Parigi.
Sokol'niki costituì il capolinea nord-orientale della linea per 30 anni, fino all'estensione avvenuta nel 1965 a Preobraženskaja ploščad'. I binari di servizio vengono ancora usati in caso di interruzioni della linea o per il ricovero notturno dei convogli.